# فرودگاه بین‌المللی کیشیناو
فرودگاه بین‌المللی کیشیناو (به انگلیسی: Chișinău International Airport) (به زبان بومی: Aeroportul Internațional Chișinău) یک فرودگاه همگانی مسافربری با کد یاتا KIV است که یک باند فرود بتن دارد و طول باند آن ۳۵۹۰ متر است. این فرودگاه در شهر کیشیناو کشور مولداوی قرار دارد و در ارتفاع ۱۲۲ متری از سطح دریا واقع شده‌است.

## شرکت‌های هواپیمایی و مقصدهای پروازی

### مسافری
| شرکت‌های هواپیمایی                             | مقصدهای پروازی |
| --------------------------------------------- | --- |
| ایجین ایرلاینز                                | چارتر فصلی: هراکلین |
| آئروفلوت                                      | شرمتیوو |
| آئروفلوت اجرا توسط روسیه ایرلاینز             | فصلی: پالکوو |
| ایربالتیک                                     | فصلی: ریگا |
| ایر مولداوا                                   | بارسلونا-ال پرات، باووایس-تیلی, بلوونی گوگلیلمو مارکونی، بروکسل، هنری کواندا، دوبلین، فرانکفورت، ژنو (آغاز از ۱۵ دسامبر ۲۰۱۷)، آتاترک، پاشکوفسکی، بوریسپیل، لارناکا، لیسبون پورتلا، استانستد لندن، مادرید-باراخاس، میلانو مالپنسا، دوموده‌دوو، لئوناردو دا وینچی-فیومیچینو، پالکوو، تورین کاسله، ونیز مارکو پولو، ورونا، وین فصلی: آتن، پره‌تولا، سورگوت |
| اطلس گلوبال                                   | آتاترک چارتر فصلی: آنتالیا |
| آسترین ایرلاینز                               | وین |
| FlyOne                                        | بارسلونا-ال پرات، بیرمنگام، دوبلین، لیسبون پورتلا، میلانو مالپنسا، دوموده‌دوو، ونوکووا، پارما، لئوناردو دا وینچی-فیومیچینو، پالکوو، والنسیا، ونیز مارکو پولو، ورونا فصلی: شارل دوگل پاریس |
| لوت پولیش ایرلاینز                            | شوپن ورشو |
| لوفت‌هانزا رجینال اجرا توسط لوفت‌هانزا سیتی‌لاین | مونیخ |
| اس۷ ایرلاینز اجرا توسط گلوبوس ایرلاینز        | دوموده‌دوو |
| Tandem Aero اجرا توسط ایر مولداوا             | بن گوریون |
| تاروم                                         | هنری کواندا |
| ترکیش ایرلاینز                                | آتاترک چارتر فصلی: آنتالیا |
| هواپیمایی بین‌المللی اوکراین                   | بوریسپیل |
| ولوتی                                         | فصلی: ورونا |
| ویز ایر                                       | بارسلونا-ال پرات، اوریو آل سریو، برلین شونفلد، بلوونی گوگلیلمو مارکونی، لوتن لندن، چمپینو، رم، ترویزو |

### باری
| شرکت‌های هواپیمایی                           | مقصدهای پروازی |
| ------------------------------------------- | -------------- |
| دی‌اچ‌ال اوییشن                               | هنری کواندا    |
| چک ایرلاینز اجرا توسط ای‌اس‌ال ایرلاینز سوئیس | پراگ رازیون    |